# Diecezja bielsko-żywiecka

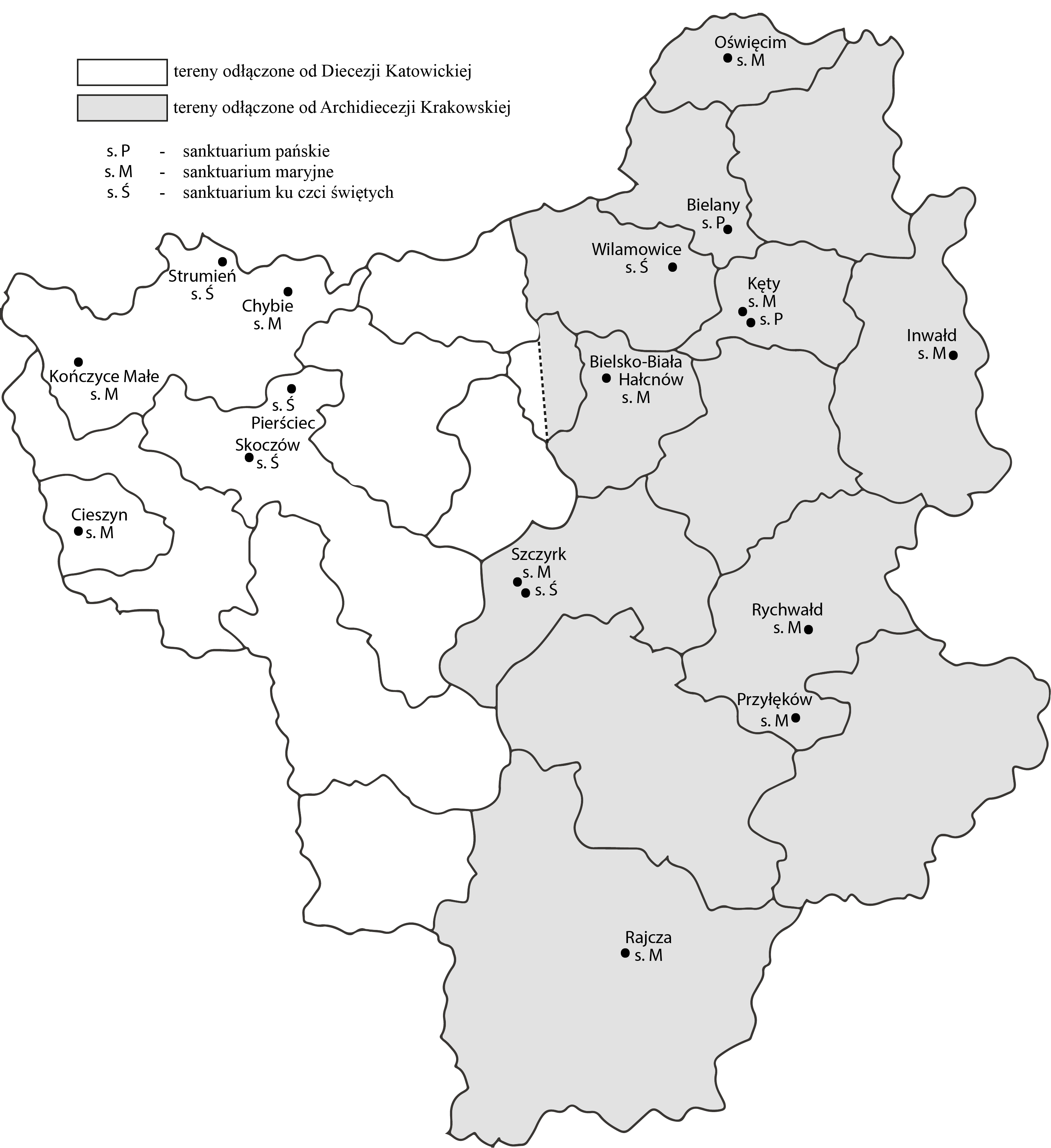
Obszar diecezji bielsko-żywieckiej z uwzględnieniem położenia sanktuariów oraz terytorium wydzielonego z Archidiecezji Krakowskiej i Diecezji Katowickiej.

Diecezja bielsko-żywiecka (łac. Dioecesis Bielscensis-Zyviecensis) – jedna z 4 diecezji obrządku łacińskiego w metropolii krakowskiej.
Została ustanowiona 25 marca 1992 przez papieża Jana Pawła II bullą Totus Tuus Poloniae populus, z 8 dekanatów ówczesnej diecezji katowickiej (Bielsko-Biała centrum, Bielsko-Biała zachód, Cieszyn, Czechowice-Dziedzice, Istebna, Skoczów, Strumień i Wisła) i 6 z archidiecezji krakowskiej (Andrychów, Biała, Kęty, Oświęcim, Żywiec I i Żywiec II).
Zajmuje obszar ok. 3000 km² i jest obecnie podzielona na 23 dekanaty, w skład których wchodzi 210 parafii (193 diecezjalne i 17 zakonnych). Diecezja liczy 798 000 mieszkańców w tym 698 000 wiernych katolików oraz 495 kapłanów diecezjalnych i 130 kapłanów zakonnych.
W 2021 udzielono w diecezji 6844 chrztów (wobec 6398 rok wcześniej), 7885 I komunii (7490), 7815 bierzmowań (2909) oraz 2675 ślubów (2156 w 2020). W niedzielnej mszy uczestniczy 36% wiernych, do komunii przystępuje 15,8%, a w lekcjach religii uczestniczy 82,6% uczniów.

## Biskupi diecezjalni
- Ks. bp Roman Pindel (od 2014)
- Ks. bp Tadeusz Rakoczy (1992-2013)

## Instytucje diecezjalne

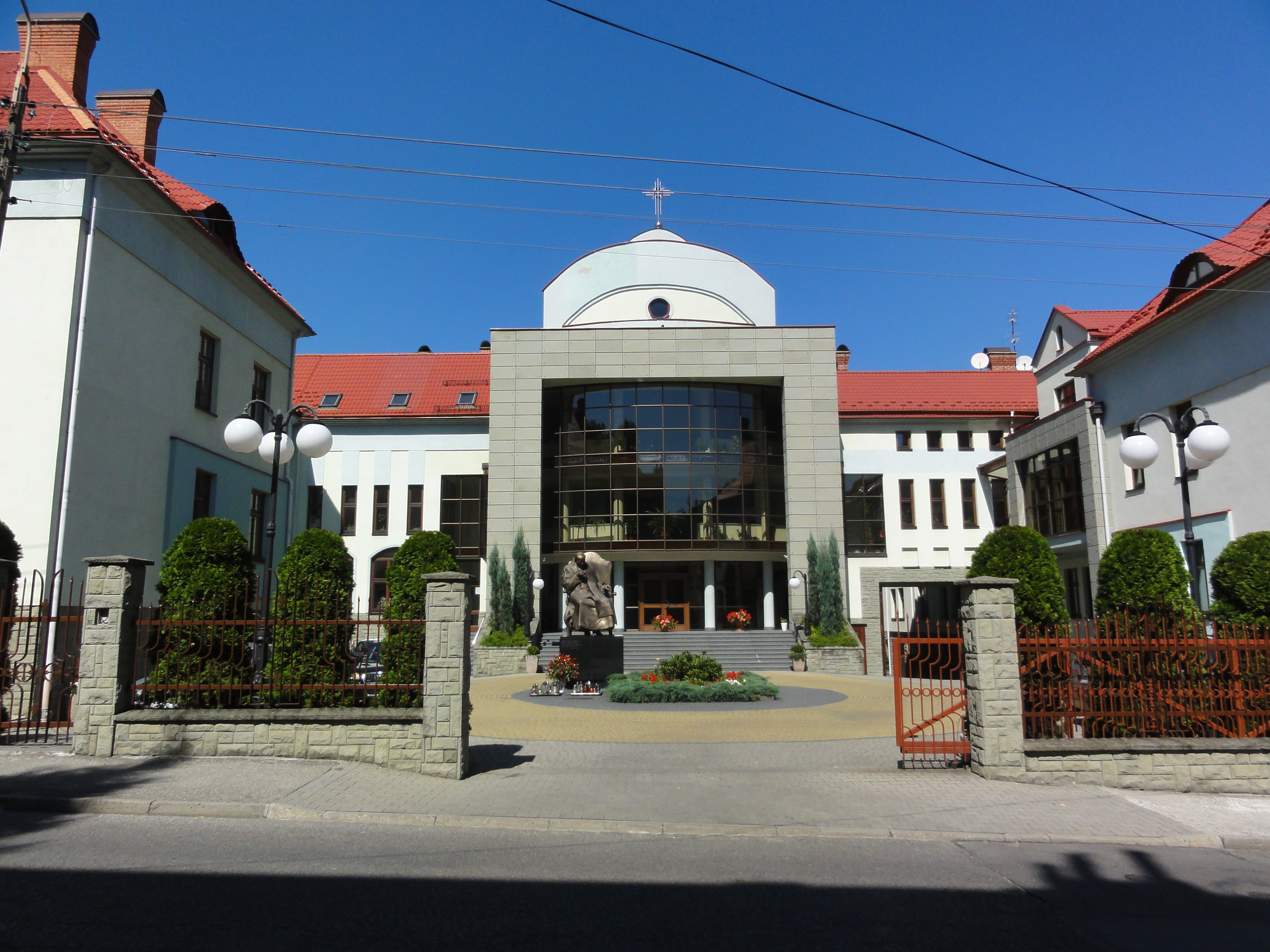
Kuria Biskupia w Bielsku-Białej

- Kuria diecezjalna
- Archiwum diecezjalne
- Caritas diecezjalne

## Główne świątynie
- Katedra św. Mikołaja w Bielsku-Białej
- Konkatedra Narodzenia Najświętszej Maryi Panny w Żywcu

## Sąd biskupi
Diecezja bielsko-żywiecka od 2017 r. posiada swój sąd biskupi. Wcześniej, w sprawach pierwszej instancji podlegała pod Sąd Metropolitalny w Krakowie, a w sprawach drugiej instancji pod Sąd Metropolitarny w Katowicach. Aktualnie sądem apelacyjnym dla Sądu Biskupiego w Bielsku Białej jest Sąd Metropolitalny w Krakowie. 
Skład Sądu biskupiego w Bielsku-Białej:
- Oficjał – o. Ezdrasz Biesok OFM[8][9];
- Pomocniczy Oficjał – ks. Tomasz Mikociak[8][9];
- Notariusz – ks. Wojciech Krymiec[8][9];
- Sędziowie – ks. Tomasz Karpeta, ks. Krzysztof Zięba, ks. Adam Bieniek, ks. Klaudiusz Dziki[8][9]; ks. dr Marcin Krzemień[10], ks. Łukasz Mieszczak[10]
- Rzecznik sprawiedliwości – ks. Łukasz Tlałka[8][9];
- Obrońcy węzła małżeńskiego – dr Barbara Imielska, ks. Szymon Zaniewski CR[10],mgr lic. Ewa Dorota Lalik[8][9],
- Audytorzy: ks. Andrzej Chruszcz, ks. Krzysztof Rębisz[10], ks. Edward Ćmiel[10], ks. Marcin Suchanek[10]
- Adwokaci kościelni, dopuszczeni do występowania w Sądzie – dr Arletta Bolesta, mgr Alicja Dróździk - Makówka, dr Monika Gwóźdź, mgr lic. Wojciech Kucharski, mgr lic. Ewelina Lemieszek, mgr lic. Beata Fober, mgr lic. Kamil Marek Orliński, dr Bolesław A. Dullek, mgr Marcin Setla, dr Anna Słowikowska, mgr lic. Witold Grzelak, Wojciech Potocki, Błażej Mitrut[8][9], Mikołaj Badziąg[10], mgr lic. Dawid Niemczycki[10], Marcin Majchrzak[10], Dariusz Skrzypczak[10], dr Rafał Guzik[10]

## Wyższe Seminarium Duchowne
Klerycy diecezji studiują na Uniwersytecie Papieskim Jana Pawła II w Krakowie, przynależąc do Wyższego Seminarium Duchownego Archidiecezji Krakowskiej.

## Inni duchowni
- Biskup pomocniczy / wikariusz generalny: Ks. bp Piotr Greger (od 2011)
- Biskup senior: Ks. bp Tadeusz Rakoczy (senior od 2013)
- Prezbiter diecezjalny / wikariusz generalny: Ks. dr Marek Studenski (od 1 września 2015)[11][12]

## Sanktuaria Diecezji Bielsko-Żywieckiej[13]
SANKTUARIA PAŃSKIE
- Bielany, Sanktuarium Chrystusa Cierpiącego – Dekret L.dz. 124/2000 z dnia 23 lutego 2000 roku
- Kęty, Sanktuarium Wieczystej Adoracji Najświętszego Sakramentu w kościele sióstr klarysek pw. Trójcy Przenajświętszej – Dekret L.dz. 973/99 z dnia 26 października 1999 roku

SANKTUARIA MARYJNE
Wizerunki koronowane koronami papieskimi:
- Bielsko-Biała Hałcnów, Sanktuarium Matki Bożej Bolesnej – BAZYLIKA Nawiedzenia NMP – sanktuarium nie poświadczone dekretem, ale określane mianem sanktuarium w pismach urzędowych diecezji – koronowany koronami papieskimi przez ks. kard. F. Macharskiego 26 września 1993 roku – Prot. CD 1641/92 z dnia 17 listopada 1992 roku
- Rychwałd, Sanktuarium Matki Bożej Rychwałdzkiej, Pani Ziemi Żywieckiej – BAZYLIKA św. Mikołaja – sanktuarium nie poświadczone dekretem, ale określane mianem sanktuarium w pismach urzędowych diecezji – wizytacja 1964r., kuria metropolitalna w Krakowie – list na 500 lecie parafii 1973 r. list Papieża 1990r – koronowany koronami papieskimi przez ks. kard. S. Wyszyńskiego i ks. kard. K. Wojtyłę 18 lipca 1965 roku
- Szczyrk, Sanktuarium Matki Bożej Królowej Polski – Dekret L.dz. 525/94 z dnia 2 maja 1994 roku

Wizerunki koronowane koronami biskupimi:
- Chybie, Sanktuarium Matki Bożej Gołyskiej w kościele Chrystusa Króla – Dekret L.dz. 974/99 z dnia 26 października 1999 roku
- Cieszyn, Sanktuarium Matki Bożej Cieszyńskiej w kościele św. Marii Magdaleny – Dekret L.dz. 1017/02 z dnia 16 grudnia 2002 r.
- Przyłęków, Sanktuarium Matki Bożej Wspomożenia Wiernych – Dekret L.dz. 1054/08 z dnia 1 grudnia 2008 roku
- Rajcza, Sanktuarium Matki Bożej Kazimierzowskiej w kościele św. Wawrzyńca i św. Kazimierza Królewicza – Dekret L.dz. 76/97 z dnia 28 stycznia 1997 roku
- Kęty – kult MB Pocieszenia, obraz  z lat 1460-1470 – koronowany koronami biskupimi 18 IX 1988 r., kard. Franciszek Macharski – sanktuarium nie poświadczone dekretem, ale określane mianem sanktuarium w pismach urzędowych diecezji

Wizerunki cieszące się kultem aspirujące do koronacji:
- Kończyce Małe, Sanktuarium Matki Bożej Kończyckiej – Dekret L.dz. 972/99 z dnia 26 października 1999 roku
- Oświęcim, Sanktuarium Matki Bożej Wspomożenia Wiernych – Dekret L.dz. 922/97 z dnia 15 września 1997 roku
- Inwałd – kult Matki Bożej Inwałdzkiej – Matka Boża Zbójnicka – sanktuarium nie poświadczone dekretem, ale określane mianem sanktuarium w pismach urzędowych diecezji

SANKTUARIA KU CZCI ŚWIĘTYCH
- Pierściec, Sanktuarium Świętego Mikołaja – nie poświadczone dekretem, ale określane mianem sanktuarium w pismach urzędowych diecezji – wizytacja 1991r.
- Skoczów, Sanktuarium Świętego Jana Sarkandra – Dekret L.dz. 374/12 z dnia 16 maja 2012 roku
- Strumień, Sanktuarium św. Barbary – Dekret L.dz. 1160/09 z dnia 12 listopada 2009 roku
- Szczyrk, Sanktuarium Świętego Jakuba – Dekret L.dz. 304/11 z dnia 12 kwietnia 2011 roku
- Wilamowice, Sanktuarium Świętego Arcybiskupa Józefa Bilczewskiego w kościele Przenajświętszej Trójcy – Dekret L.dz. 1076/12 z dnia 20 października 2012 roku

## Dekanaty
1. Andrychów (12 parafii)

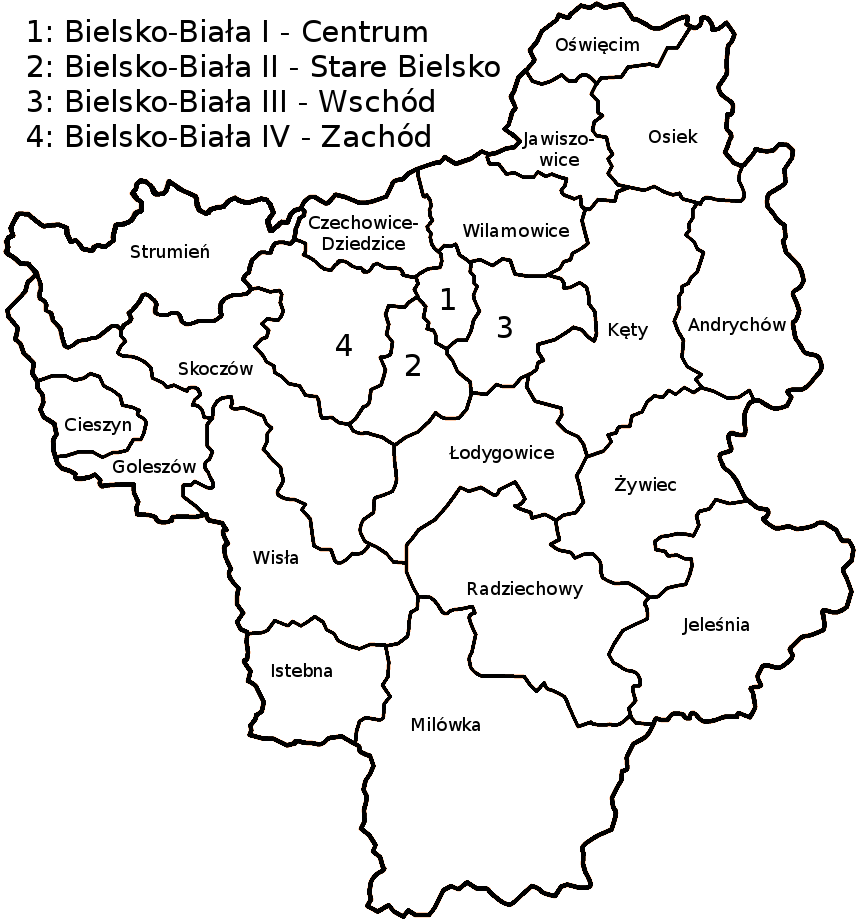
Podział diecezji na dekanaty

2. Bielsko-Biała I – Centrum (8 parafii)
3. Bielsko-Biała II – Stare Bielsko (9 parafii)
4. Bielsko-Biała III – Wschód (9 parafii)
5. Cieszyn (7 parafii)
6. Czechowice-Dziedzice (12 parafii)
7. Goleszów (8 parafii)
8. Istebna (6 parafii)
9. Jasienica (8 parafii)
10. Jawiszowice (6 parafii)
11. Jeleśnia (11 parafii)
12. Kęty (7 parafii)
13. Łodygowice (12 parafii)
14. Międzybrodzie (7 parafii)
15. Milówka (10 parafii)
16. Osiek (8 parafii)
17. Oświęcim (7 parafii)
18. Radziechowy (11 parafii)
19. Skoczów (11 parafii)
20. Strumień (12 parafii)
21. Wilamowice (9 parafii)
22. Wisła (9 parafii)
23. Żywiec (11 parafii)

## Wyroki w sprawienadużyć seksualnych
W 2021 r. bp Tadeusz Rakoczy w procesie kanonicznym został uznany winnym zaniedbań w prowadzeniu spraw o nadużycia seksualne na szkodę osób małoletnich ze strony niektórych duchownych Diecezji i skazany na kary kanoniczne.
Sąd Okręgowy w Bielsku-Białej wyrokiem z 10 stycznia 2025 zobowiązał kurię do zapłacenia Januszowi Szymikowi 400 tys. zł odszkodowania za tuszowanie gwałtów na nim przez bpa Tadeusza Rakoczego. Sprawcą gwałtów w latach 1984-1989 był ówczesny proboszcz parafii w Międzybrodziu Bialskim Jan W..